# 元荒川
元荒川（もとあらかわ）は、埼玉県を流れる利根川水系で中川支流の一級河川である。古荒川とも呼ばれる。越谷市大字中島にて中川へ合流する。
その名のとおり、かつては荒川の本流であり、近世以前の利根川へ合流していた。

## 地理
現在、埼玉県熊谷市久下にある熊谷市ムサシトミヨ保護センター内に源を発する。
おおむね南東方向に流れ、行田市、鴻巣市、久喜市、桶川市、蓮田市、白岡市を経由する。途中、鴻巣市袋付近で武蔵水路と、白岡市柴山・蓮田市高虫付近で見沼代用水と立体交差する。白岡市西付近で星川が合流すると川幅を大きく広げ、さいたま市岩槻区を経由し、越谷市中島で中川に合流する。
かつての元荒川は1955年（昭和30年）頃までは荒川扇状地の湧水を水源としていたが、高度経済成長期に水源が枯渇したため、現在の源流はポンプで汲み上げられた地下水（人工水源）であり、1日7000 tの地下水が汲み上げられている。

## 歴史
かつては荒川の本流であったが、1629年に伊奈忠治により熊谷市久下で荒川が締め切られ、本流からは切り離された（荒川の西遷）。また、かなり蛇行した流路であったが、同時期に流路を整備されている。

## 自然

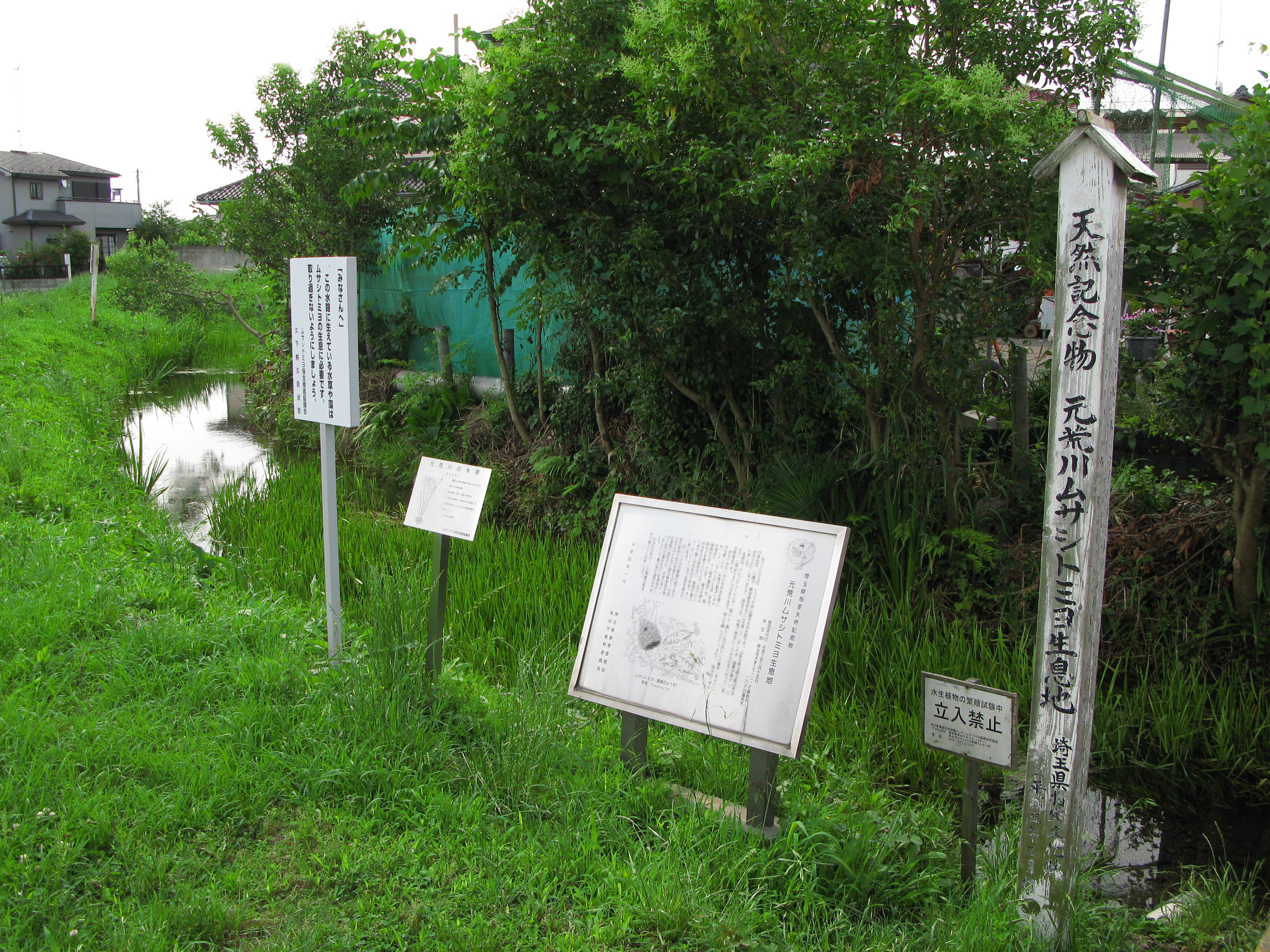
ムサシトミヨ生息地（熊谷市久下）

ムサシトミヨの生息が確認されている世界唯一の河川であり、ムサシトミヨ生息域（源流部400メートル）が1991年3月15日に埼玉県指定天然記念物に選定され、2008年には、環境省から「平成の名水百選」に選定された。
また、元荒川の流域にはキタミソウ（環境省レッドデータブック絶滅危惧1A類に分類）の生育が瓦曽根溜井付近を中心にみられる。

## 農業用水路として
元荒川は用排水兼用の農業用水路でもある。上流から順に榎戸堰、三ツ木堰、安養寺堰（以上鴻巣市）、末田須賀堰（さいたま市岩槻区）と4基の取水堰（農業用水）が設けられている。
昭和初期までは、これらの他にも笠原堰（鴻巣市）と栢間堰（久喜市菖蒲町）があり、合計6基の取水堰が存在したが、笠原堰と栢間堰は宮地堰へ統合される形で廃止された。宮地堰も老朽化の為2011年までにすぐ上流側の安養寺堰に更新される形で廃止された。
他にも越谷市に瓦曽根溜井および瓦曽根堰があり、元々は元荒川に設けられた河川施設であったが、1965年頃の治水事業により一部規模を縮小した上で背割堤が設けられて元荒川から分離された。

## 桜
元荒川の沿域にはソメイヨシノの桜並木があり桜の名所が多い。北越谷元荒川堤の桜並木は比較的広く知られているが、このほかにも流域の各地域にそれぞれ桜の名所がある。桜の時期に桜まつりが開催され、夜間は提灯が灯され夜桜を鑑賞できる。

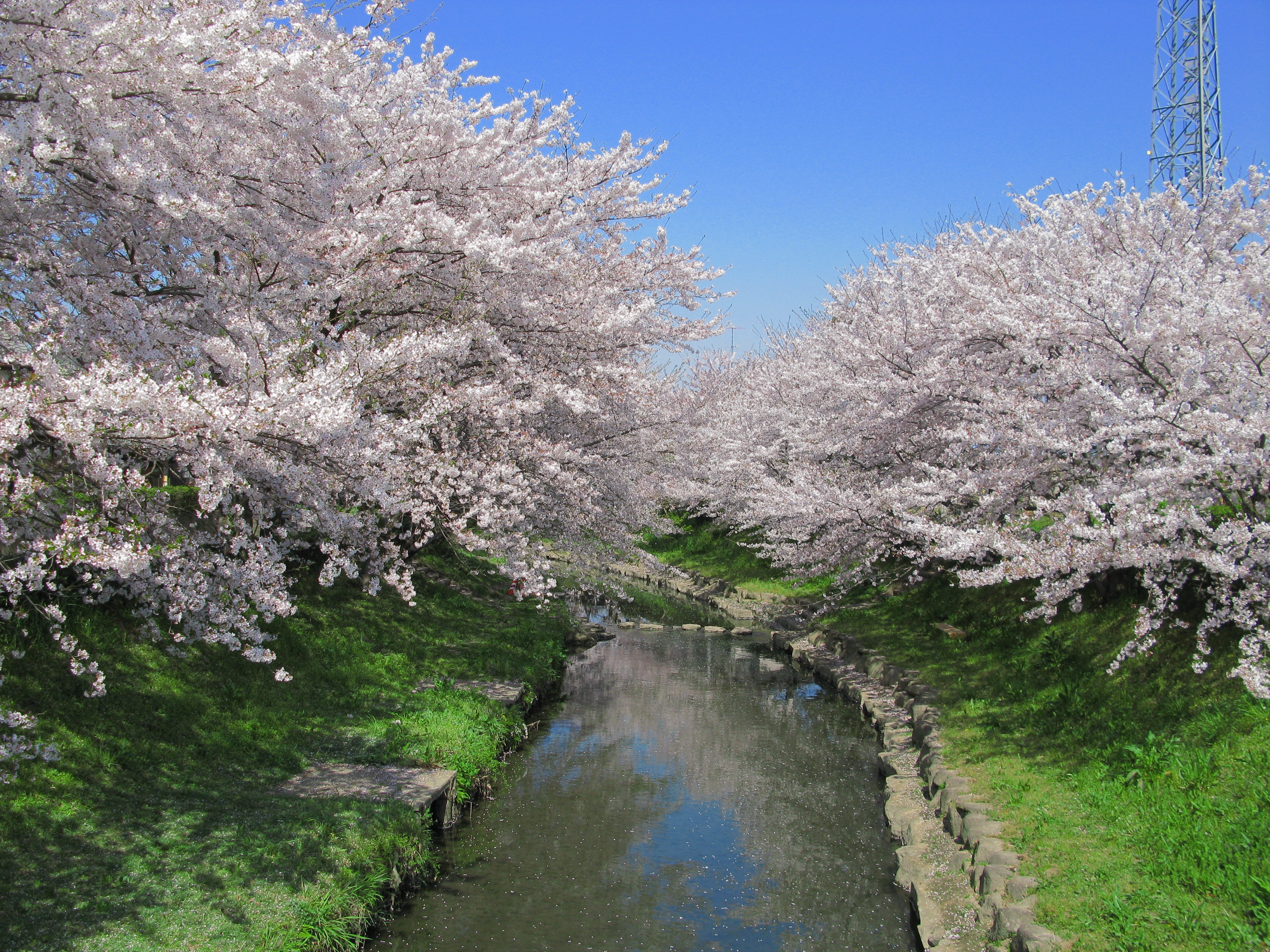
鴻巣市鎌塚地区、元荒川の桜並木 - 両岸約2.6 kmに500本の桜並木が整備されている。「一度は見に行きたい日本の桜名所＆名桜700景」に選出されている[10]。
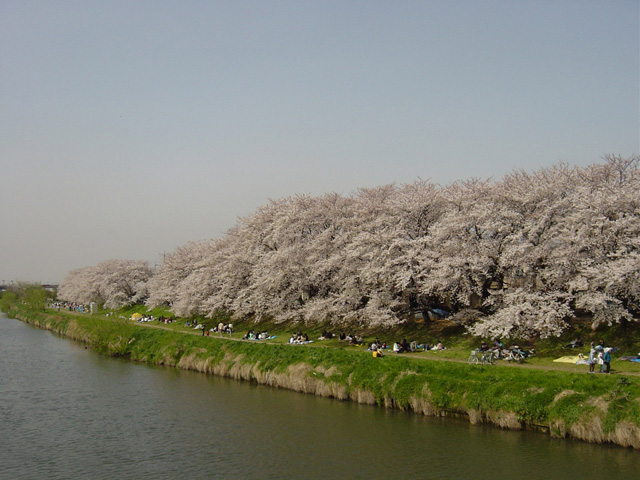
白岡市西地区、八幡橋付近の桜並木 - 元荒川の八幡橋付近の左岸約2 kmに桜並木が整備されている。
- 蓮田市椿山地区、元荒川河川敷公園付近の桜並木 - 公園を中心として元荒川の両岸の前後数 kmに渡って450本の桜並木が整備されている。
- さいたま市岩槻区の太田地区、岩槻城址公園の桜 - 園内およびその周辺に約600本の桜が咲く。
- 末田須賀堰付近
- 越谷市北越谷地区、元荒川の桜並木 - 北越谷第五公園から大沢橋までの左岸約2 kmに約400本の桜並木が整備されている。

- 鴻巣市鎌塚地区の桜
- 北越谷元荒川堤の桜

## 支流
- 鎌塚落
- 前谷落
- 忍川
- 赤堀川
- 栢間赤堀
- 野通川
- 星川
- 逆川

## 橋梁
上流から

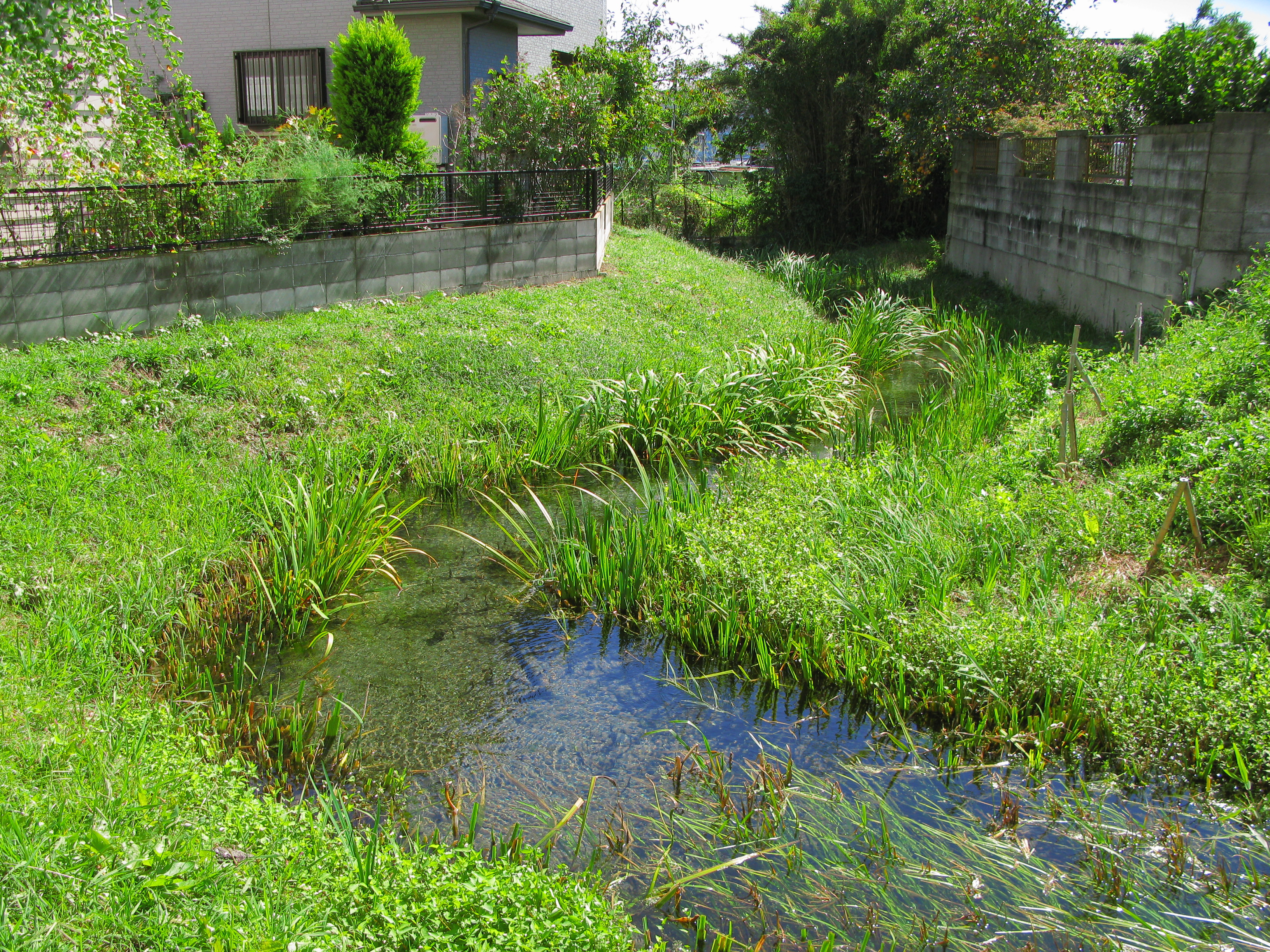
最上流域の清流（熊谷市久下）

- 熊久橋（旧中山道〈市道80527号線[11][注釈 1]〉） - 橋詰に河川起点の標石がある。
- 名称不明[注釈 2]（市道80247号線[注釈 1]）
- 帰帆橋（元荒川通り[注釈 1]）
- 無名橋[11]（市道80211号線[注釈 1]）
- 無名橋[11]（市道80234号線[注釈 1]）
- ムサシトミヨ橋西（埼玉県道257号冑山熊谷線） - 側道
- ムサシトミヨ橋東（埼玉県道257号冑山熊谷線） - 側道
- 無名橋[11]（市道80325号線[注釈 1]）
- 提灯塚橋（元荒川通り）
- 無名橋[11]（市道80343号線[注釈 1]）
- 今井橋（市道80349号線[11][注釈 1]）
- 伊勢前橋（元荒川通り）
- 無名橋[11]（市道80402号線[注釈 1]）
- 無名橋[11]（市道80403号線[注釈 1]）
- 無名橋[11]（市道80376号線[注釈 1]）
- 235-1橋
- 無名橋[11]（市道80374号線[注釈 1]）
- 新宿橋
- 元荒川橋梁（高崎線）
- 洲崎橋
- 榛名橋（埼玉県道66号行田東松山線）
- 吹上橋（埼玉県道66号行田東松山線）
- 新佐賀橋 - 土木学会選奨土木遺産・日本の近代土木遺産[13]
- 佐賀橋
- 桜橋 - 平仮名で「さくら橋」とも
- 新宿橋（埼玉県道66号行田東松山線）
- 高砂橋
- 遠所橋
- 筑波橋（筑波通り）
- 砂山橋
- 小谷橋
- 元荒川橋（埼玉県道307号福田鴻巣線） - 旧中山道
- アサヒ橋[14]
- 三ツ木堰橋
- 笹原橋 - 日本の近代土木遺産。平仮名で「ささはら橋」とも
- 三ツ木橋（国道17号）
- 川面橋
- 元荒川橋（埼玉県道・群馬県道306号上中森鴻巣線）
- 緑道さかい橋[14]（さきたま緑道）
- 元荒川橋（国道17号熊谷バイパス）
- 渋井橋 - 日本の近代土木遺産
- 三谷橋（埼玉県道32号鴻巣羽生線）
- 第5元荒川橋りょう（上越新幹線）
- 郷地橋（埼玉県道308号内田ヶ谷鴻巣線）
- 下郷地橋
- 第4元荒川橋りょう（上越新幹線）
- 第3元荒川橋りょう（上越新幹線）
- 笠原大橋（埼玉県道38号加須鴻巣線）
- 中斉橋
- 四郎兵衛橋（埼玉県道312号下石戸上菖蒲線）
- 早利橋
- 第2元荒川道路橋（上越新幹線側道）
- 第2元荒川橋りょう（上越新幹線）
- 第1元荒川橋りょう（上越新幹線）
- 御陣屋橋（埼玉県道12号川越栗橋線）
- 大御堂橋（埼玉県道77号行田蓮田線）
- 高虫橋（埼玉県道5号さいたま菖蒲線）
- 常福寺橋
- 新根金橋（国道122号）
- 根金橋（埼玉県道87号上尾久喜線）
- 八幡橋
- 東北新幹線
- 今宮橋（今宮けやき通り）
- 新今宮橋（埼玉県道3号さいたま栗橋線）
- 新荒川橋
- 元荒川橋梁（東北本線）
- 荒川橋
- 宮前橋
- 東北自動車道
- 川島橋（なかよし橋）（埼玉県道154号蓮田杉戸線）

- 元荒川水管橋（人道・水道併用橋）
- 城北大橋
- 慈恩寺橋（埼玉県道65号さいたま幸手線）
- 東宮歩道橋（人道橋）
- 元荒川橋梁（東武野田線）
- 岩槻橋（埼玉県道2号さいたま春日部線）

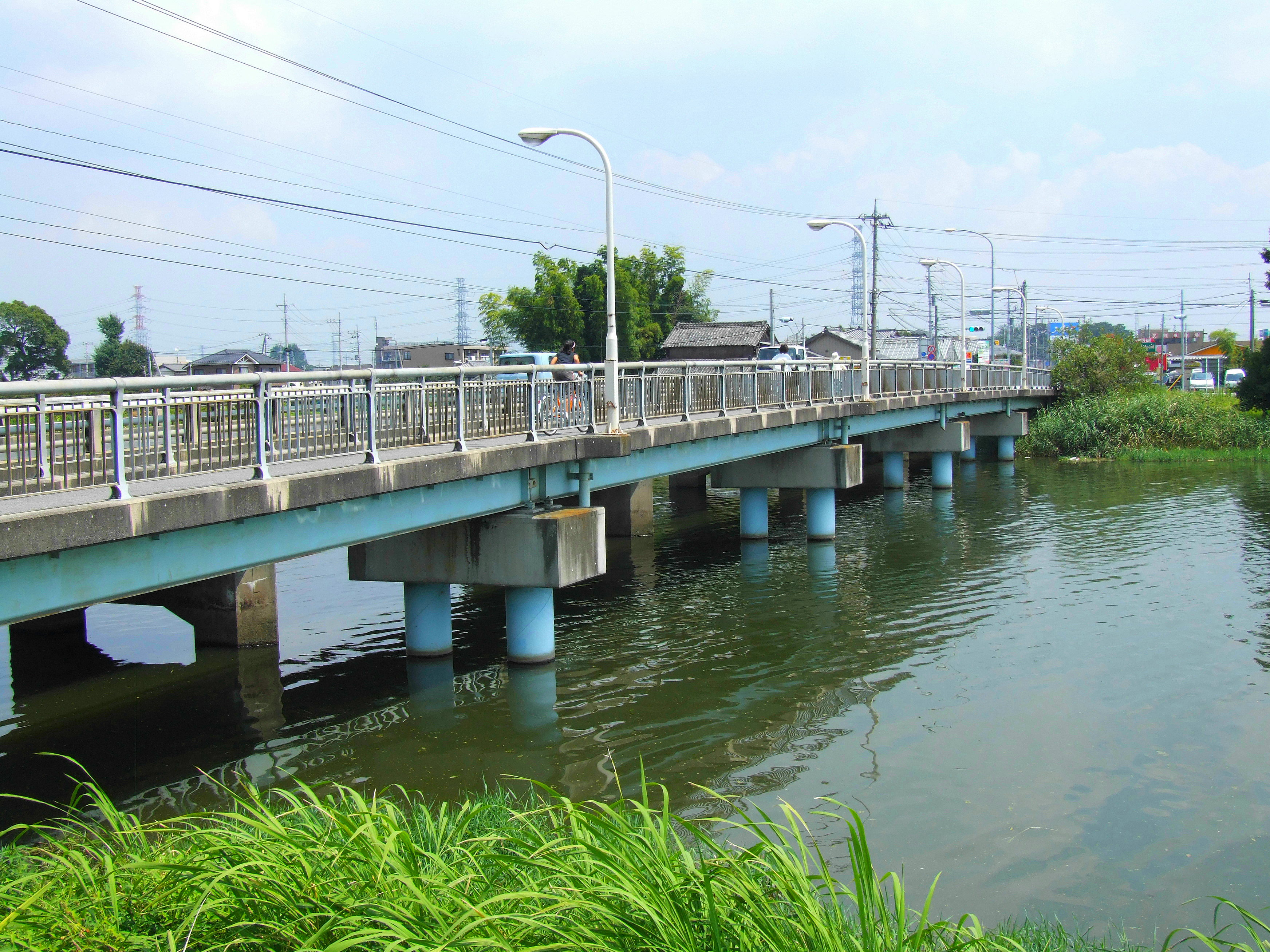
岩槻橋（2007年8月、さいたま市岩槻区）

- 新曲輪橋（千葉県道・埼玉県道80号野田岩槻線）

- 岩槻大橋（国道16号）

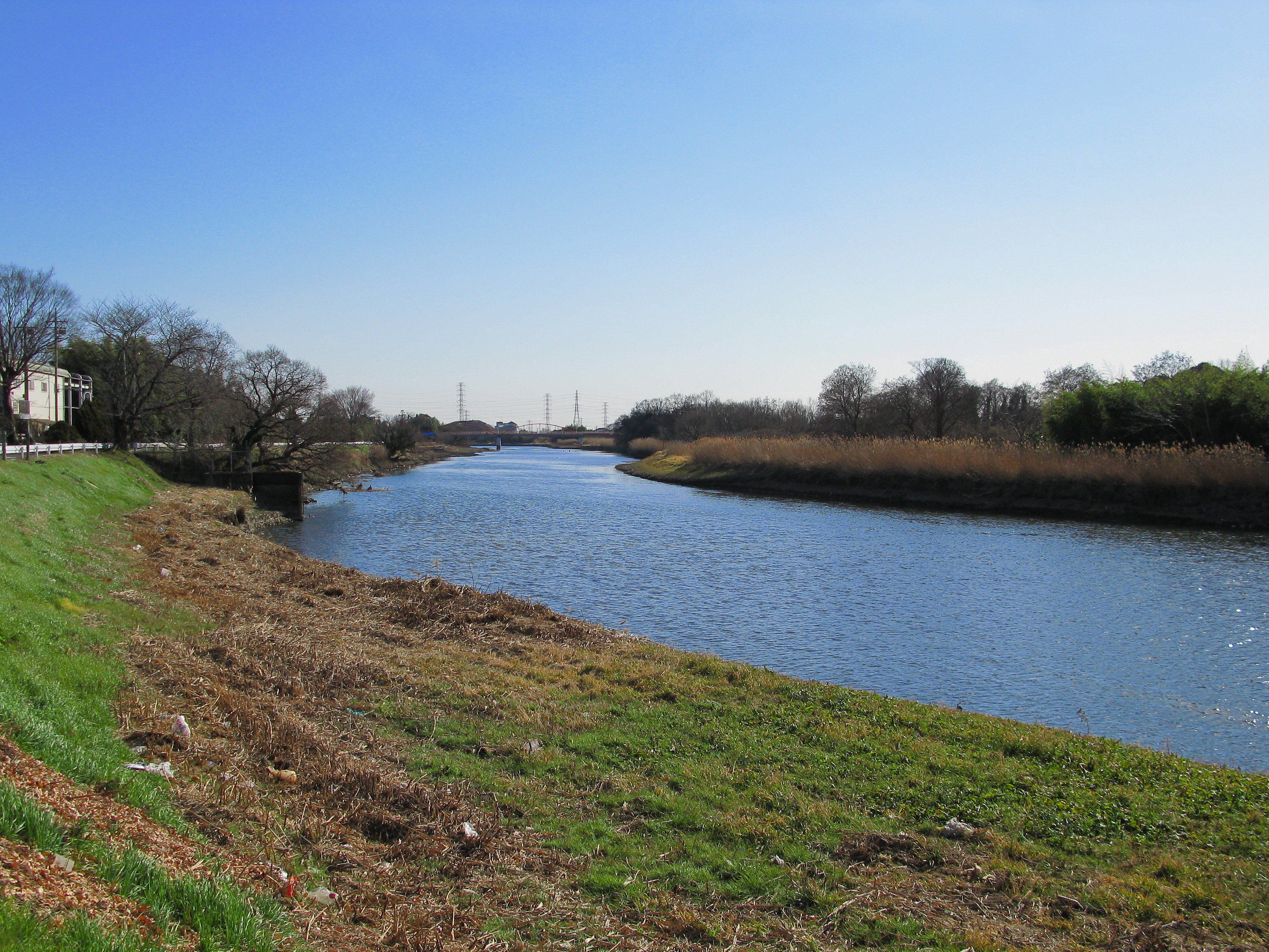
大野島地区、大野島水管橋付近

- 大野島水管橋（水道・道道併用橋） - 人道橋
- 永代橋（埼玉県道214号新方須賀さいたま線）
- 三野宮橋
- 大砂橋
- 〆切橋（人道橋） - 架設当初は車道橋として運用されていたが、老朽化により人道橋となった。
- 元荒川橋（国道4号草加バイパス）
- 出津橋（人道橋）

- 神明橋（埼玉県道405号北越谷停車場線）
- 旧元荒川橋梁（人道橋）
- 元荒川橋梁（東武伊勢崎線）
- 大沢橋（埼玉県道325号大野島越谷線）

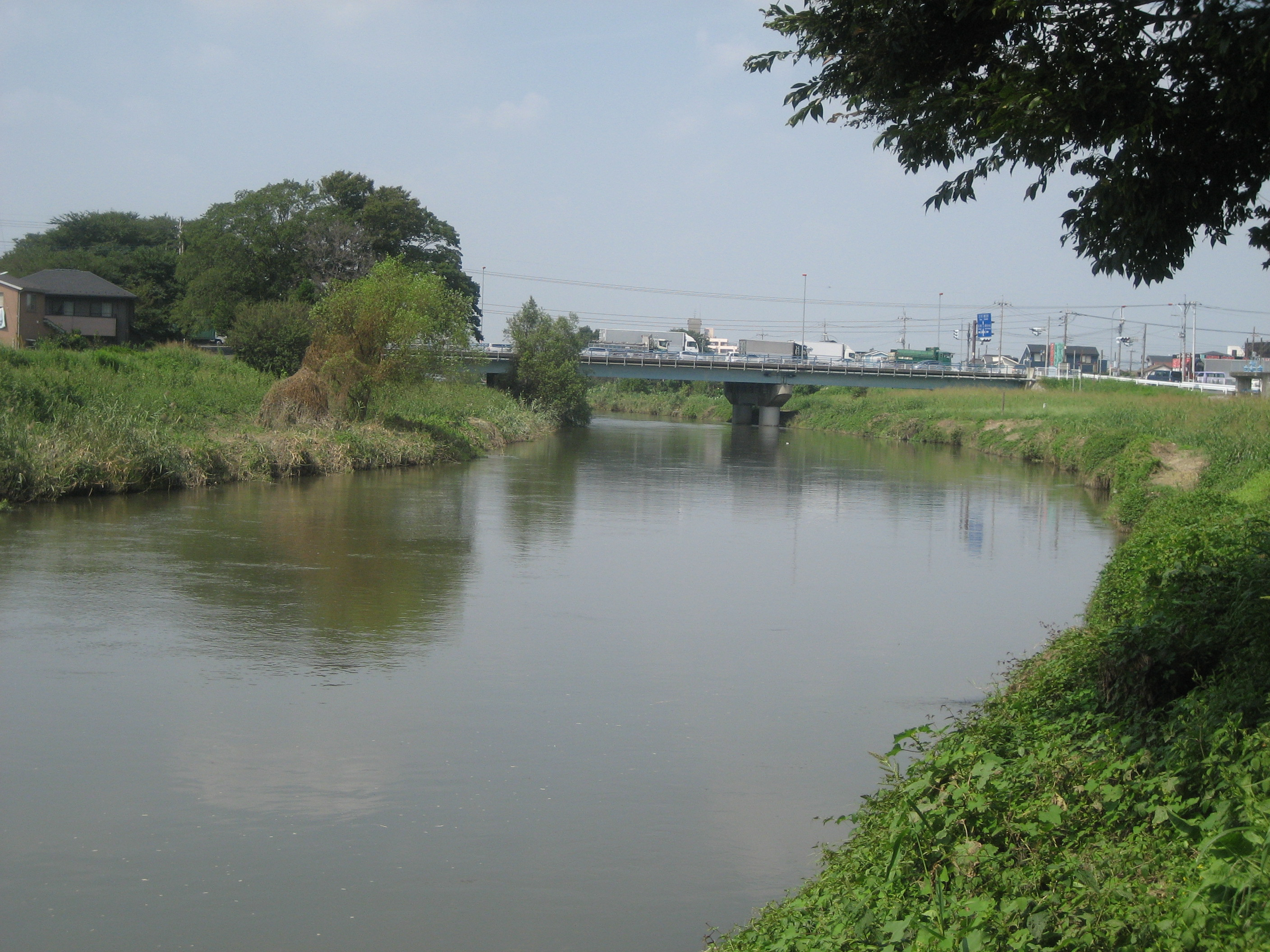
元荒川橋付近（越谷市）

- 元荒川橋（東京都道・埼玉県道49号足立越谷線）
- 宮前橋（人道橋）
- 新宮前橋（青葉通り）
- 新平和橋（市役所駅前中央通）
- しらこばと橋（埼玉県道115号越谷八潮線）

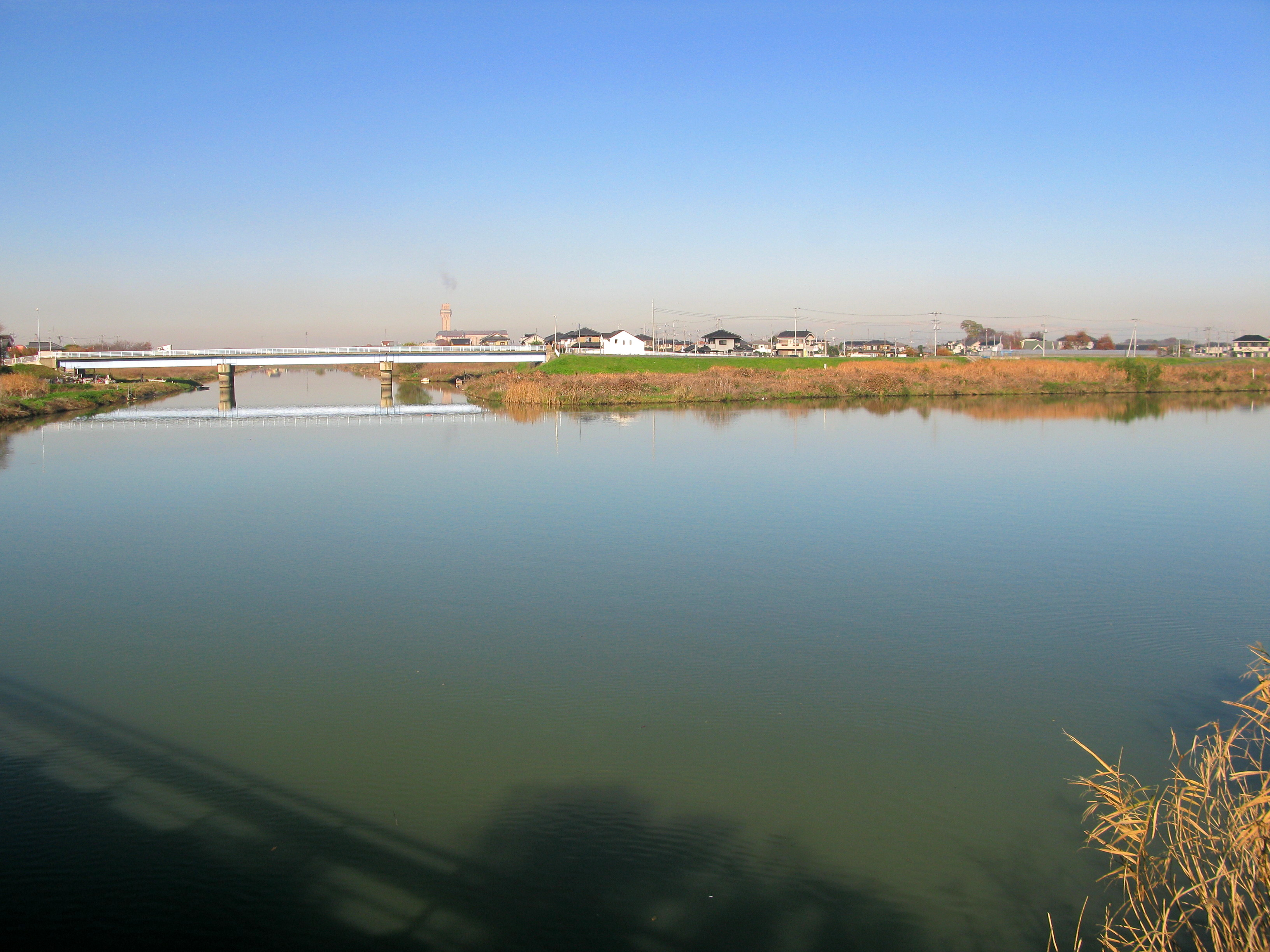
元荒川と中川の合流点

- 無名橋[15]（人道橋） - 通称「あいさつ橋[15]」。橋名はつけられていない。
- 不動橋
- 大成橋（国道4号東埼玉道路）
- 中島橋（埼玉県道・東京都道102号平方東京線）

## 河川施設
- 吹上排水機場
- 榎戸堰
- 三ツ木堰
- 川面水門
- 宮地堰
- 圦ノ上堰
- 末田須賀堰
- 大相模調節池